# Kopek Rita
Kopek Rita (Devecser, 1952. december 7.– ) magyar festőművész, képzőművészeti oktató.

## Pályája
A Képző- és Iparművészeti Szakközépiskolában szerzett érettségije után felsőfokú tanulmányait 1973 és 1979 között végezte a leningrádi Repin Akadémián, murális szakon; 1979-ben ugyanott szerzett festőművészi és tanári diplomát. 1979 óta tagja a Művészeti Alapnak, majd 1980-ban tagja lett a Fiatal Képzőművészek Stúdiójának is. 2001-től az Artitude Galéria művésze.
1979-től egy évet a budapesti Fazekas Mihály Gimnáziumban oktatott, majd 1980-tól szabadfoglalkozású festőművészként kezdett dolgozni. 1991-től vállal egyetemi felvételi előkészítőket a 91. Stúdió keretében, 2006-tól a Zebegényi Képzőművészeti Szabadiskola, 2009-től pedig a Visart Művészeti Akadémia tevékenységébe is bekapcsolódott.

## Művei
Több hazai és külföldi magán- és közgyűjteményben találhatók munkái.

### Murális munkák
- 1997: „Kunst im Bau” Hamburg (támfal, parkoló, gyermekjátszótér)
- 2000: Genius recepció, Budapest
- 2003: Bankcenter ETG (mozaik, Dombi Líviával)
- 2004: Hotel Polus Palace, Göd (mozaik, Dombi Líviával)

## Kiállításai

### Fontosabb önálló kiállítások
- 1981: Szolnoki Galéria
- 1985, 1988, 1991, 1995: Hamburg Galerie Mensch
- 1990: Székesfehérvár, Vörösmarty Színház
- 1992: Bartók Emlékház
- 1998: OTP Bank Galéria
- 1999, 2003: Magyar Borok Háza
- 2001: Desidea Stúdió
- 2003: Volvo Galéria
- 2005 “Zene és Képzőművészet”   Dunakeszi
- 2011 18. Isaszegi Művészeti Napok
- 2017 Csepel Galéria
- 2019 Veresegyház, Udvarház Galéria

### Fontosabb csoportos kiállítások
- 1981, 1986: Hódmezővásárhely Őszi Tárlat
- 1984: “Liebe 84” Simposion Hamburg
- 1985: Ernst Múzeum
- 1992: Thesszaloniki, Görögország
- 1996: Gödöllő, Grassalkovich-kastély (jótékonysági kiállítás)
- 2002: Kortárs Képzőművészeti Kiállítás, Hotel Fiesta, Budapest
- 2005: Zene és Képzőművészet, Dunakeszi
- 2008: Mono Galéria „Az év első kiállítása”
- 2009: „Nők a művészetben” Újpest Galéria
- 2010 Erkel kiállítás, Stefánia palota
- 2011 „Nők a művészetben” Újpest Galéria
- 2011  XXXVI. Szegedi Nyári Tárlat
- 2011 Jótékonysági kiállítás a Szőnyi István Szabadiskoláért Újpest Galéria
- 2011 „Pro Pátria” Stefánia Galéria
- 2013 Művészek a Szőnyi István Szabadiskoláért  Szentendre Művészetmalom
- 2013 „Nők a művészetben” Újpest Galéria
- 2013 Festészet Napja –Csendélet- Csepel Galéria
- 2014 I. Csendélet Biennálé Csepel Galéria
- 2015 Művészek a Szőnyi István Szabadiskoláért  Szőnyi Múzeum Zebegény
- 2016 II. Csendélet Biennálé  Csepel Galéria
- 2017 Nyár Csepel Galéria
- 2017 III. Csendélet Biennálé Csepel Galéria
- 2019 Mikrokozmosz Csepel Galéria
- 2019 Nő 2019. Újpest Galéria

##### Díjak
2010  Nívódíj (“Hazám, hazám, te mindenem” c. Erkel pályázat a Magyar Művelődési Intézet, Képző és Iparművészeti Lektorátus, Honvédelmi Minisztérium kiírásában)
2018 III. Csendélet Biennálé 1.Díj Csepel Galéria